# Аеропорт Ататюрк (станція метро)
40°58′47″ пн. ш. 28°49′12″ сх. д. / 40.97972° пн. ш. 28.82000° сх. д.
Аеропо́рт Ататю́рк також Ататю́рк Хавалімани́ (тур. Atatürk Havalimanı) — станція лінії М1А Стамбульського метрополітену. Відкрита 12 грудня 2002.
Станція обслуговує Міжнародний аеропорт Ататюрк у Стамбулі, що є головною міжнародною брамою Туреччини. Ататюрк Хавалімани була відкрита 12 грудня 2002 року у черзі подовження M1A на захід від Єнібосна до аеропорту. Станція розташована поруч з міжнародним терміналом і сполучена з терміналом внутрішніх ліній пішохідною доріжкою.
Конструкція станції — Колонна трипрогінна мілкого закладення з однією острівною платформою.
Через проведення робіт (на лютий 2022) із збільшення пропускної здатності лінії М1ᴀ роботу станції тимчасово призупинено.

|                    | Колія 2                                  | до Єнікапи (ДТМ—Істанбул-Фуар-Меркезі) → |
| Острівна платформа |                                          |                                          |
| Колія 1            | до Єнікапи (ДТМ—Істанбул-Фуар-Меркезі) → |                                          |